# فایز العلیانی
فایز العلیانی (انگلیسی: Fayez Al-Olayani؛ زادهٔ ۲۵ اوت ۱۹۸۴) یک ورزشکار اهل عربستان سعودی است.
از باشگاه‌هایی که در آن بازی کرده‌است می‌توان به باشگاه فوتبال الفتح عربستان سعودی اشاره کرد.